# Polissacarídeo

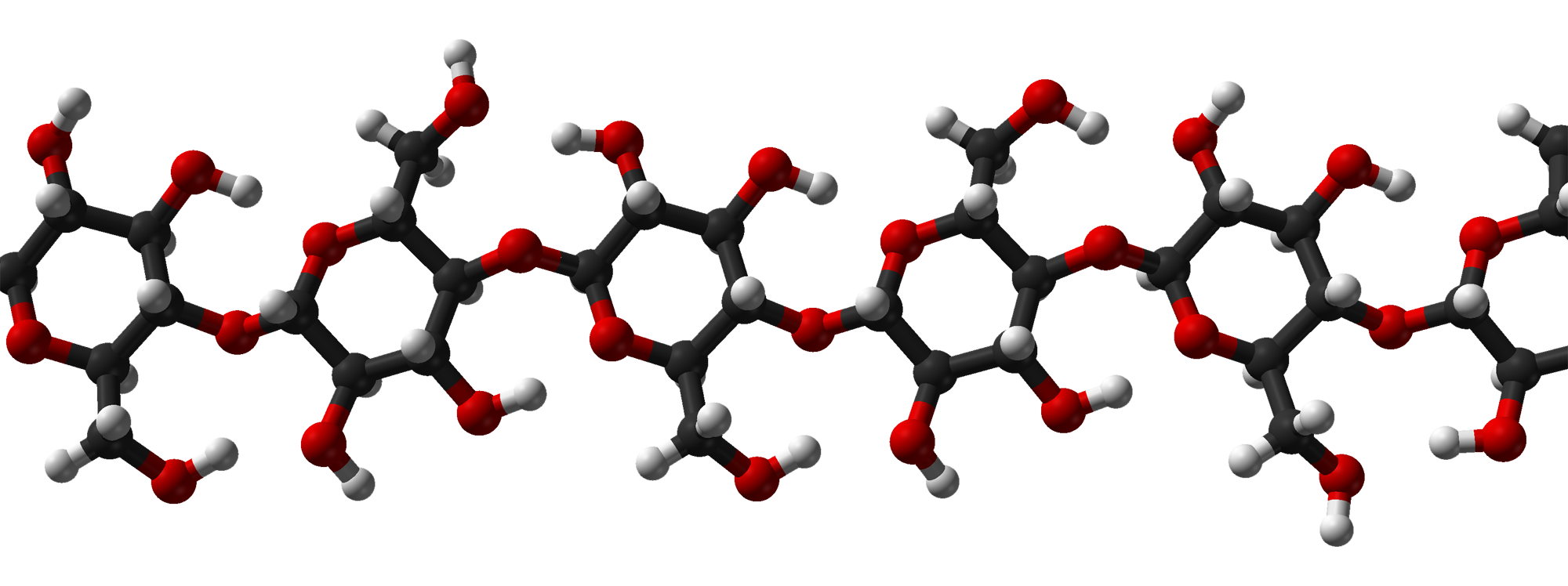
Estrutura em 3D da celulose, um polissacarídeo do tipo betaglucano.

Polissacarídeos, ou glicanos, são carboidratos que, por hidrólise, originam uma grande quantidade de monossacarídeos. São polímeros naturais. Por exemplo, a celulose é um polímero da glicose:
n glicose → Celulose + (n-1) H2O
Os polissacarídeos são então macromoléculas formados pela união de muitos monossacarídeos. Estes compostos apresentam uma massa molecular muito elevada que depende do número de unidades de monossacarídeos que se unem. Podem ser hidrolisados em polissacarídeos menores, assim como em dissacarídeos ou monossacarídeos mediante a ação de determinadas enzimas.
Nos organismos, os polissacarídeos são classificados em dois grupos dependendo da função biológica que cumprem: 
- polissacarídeos de reserva energética: a molécula provedora de energia para os seres vivos é principalmente a glicose (monossacarídeo). Quando esta não participa do metabolismo energético, é armazenada na forma de um polissacarídeo que nas plantas é conhecido como amido, nos animais e nos fungos como glicogênio.
- polissacarídeos estruturais: estes carboidratos participam na formação de estruturas orgânicas, estando entre os mais importantes a celulose, que participa na estrutura de sustentação dos vegetais.

Os polissacarídeos apresentam fórmula geral:
-[ Cx(H2O)y) ] n -
onde y geralmente é igual a x-1.
Se dividem em: amido, celulose e glicogênio.
Amido – É obtido somente pela ingestão de vegetais.
Glicogênio - Não é formado pelo fígado.
Celulose - Ajuda na estrutura  da parede celular. 